# Cimitero di Friedenau
III. Städtischer Friedhof Stubenrauchstraße è un cimitero nel quartiere di Friedenau, ovvero uno dei quartieri di Tempelhof-Schöneberg, il settimo distretto di Berlino.

## Descrizione
Qui sono sepolti, tra i tanti, Ferruccio Busoni (1866–1924), Marlene Dietrich (1901-1992) ed Helmut Newton (1920-2004).